# Malbrán
Malbrán is een plaats in het Argentijnse bestuurlijke gebied Aguirre in de provincie Santiago del Estero. De plaats telt 905 inwoners.